# Tabuão
Tabuão, também conhecido como Taboão de Minas, é um distrito do município brasileiro de Bom Jardim de Minas, no interior do estado de Minas Gerais. Segundo o censo demográfico de 2022, realizado pelo Instituto Brasileiro de Geografia e Estatística (IBGE), sua população era de 456 habitantes e havia 185 domicílios particulares permanentes ocupados. Possui área de 126,32 km² conforme a Fundação João Pinheiro (FJP). Foi criado pela lei estadual nº 1.039 de 12 de dezembro de 1953.
De acordo com o IBGE, em 2010 a população era de 681 habitantes e havia 414 domicílios particulares.